# Motiejus Pečiulionis
Motiejus Peciulionis, litovski general, * 3. januar 1888, † 26. januar 1960.